# Enicmus fungicola
Enicmus fungicola là một loài bọ cánh cứng trong họ Latridiidae. Loài này được Thomson miêu tả khoa học năm 1868.